# Nazionale maschile di pallacanestro dell'Egitto
La nazionale di pallacanestro dell'Egitto è la rappresentativa cestistica dell'Egitto ed è posta sotto l'egida della Federazione cestistica dell'Egitto. In origine ha fatto parte di FIBA Europe, partecipando anche alle prime edizioni dei Campionati europei, in seguito con la nascita di FIBA Africa, è entrata a far parte della zona africana.

## Piazzamenti

### Olimpiadi
- 1936 - 15°
- 1948 - 19°
- 1952 - 9°
- 1972 - 16°

- 1976 - 12°
- 1984 - 12°
- 1988 - 12°

### Campionati del mondo
- 1950 - 5°
- 1959 - 11°
- 1970 - 13°

- 1990 - 16°
- 1994 - 14°
- 2014 - 24°

### Campionati africani
- 1962 -  1°
- 1964 -  1°
- 1970 -  1°
- 1972 -  2°
- 1975 -  1°

- 1978 -  3°
- 1981 -  2°
- 1983 -  1°
- 1985 -  3°
- 1987 -  2°

- 1989 -  2°
- 1992 -  3°
- 1993 -  2°
- 1997 - 4°
- 1999 -  3°

- 2001 -  3°
- 2003 -  3°
- 2007 - 4°
- 2009 - 10°
- 2011 - 11°

- 2013 -  2°
- 2015 - 5°
- 2017 - 8°
- 2021 - 11°

### Campionati europei
- 1937 - 8°
- 1947 -  3°
- 1949 -  1°
- 1953 - 8°

### Giochi del Mediterraneo
- 1951 -  1°
- 1955 - 4°
- 1959 -  3°
- 1963 - 4°
- 1971 - 4°

- 1975 - 6°
- 1979 -  3°
- 1983 - 5°
- 1991 - 7°

- 2005 - 5°
- 2013 - 6°

## Formazioni

### Olimpiadi
Pallacanestro ai Giochi della XI OlimpiadeWahby, Tadros, Rizqallah, Sabri, J. Nosseir, K. Nosseir, Shafshaq, Aziz, Sheir, el-Sayed, All. -
Pallacanestro ai Giochi della XIV OlimpiadeAbbas, Abou Ouf, el-Kheir, Catafago, Sabri, Tadros, Habib, Hafez, Makzoumi, Moawad, Montassir, Nessim, Soliman, Youssef, All. Neal Harris
Pallacanestro ai Giochi della XV Olimpiade3 Tadros, 4 Montassir, 5 Catafago, 6 Abou Ouf, 7 Hafez, 8 Selim, 9 Abbas, 10 Sabounghi, 11 el-Rashidi, 12 Chalhoub, 13 Youssef, 14 Ibrahim, 15 Bahgat, 18 el-Kheir,        All. Nello Paratore
Pallacanestro ai Giochi della XX Olimpiade4 Hilal, 5 Khaled, 6 Guenidi, 7 Mubarak, 8 Kamel, 9 Tewfiq, 10 el-Saharty, 11 Selim, 12 Ibrahim, 13 Abou el-Kheir, 14 Kamal, 15 Abdel Nabi,        All. Nello Paratore
Pallacanestro ai Giochi della XXI Olimpiade - Torneo maschile4 Abu al-Dahab, 5 Khaled, 6 el-Said, 7 Kamel, 8 el-Seoudi, 9 el-Gohary, 10 el-Saharty, 11 Selim, 12 Warda, 13 Hassan, 14 Osman, 15 Abdel Nabi,        All. Fouad el-Kheir
Pallacanestro ai Giochi della XXIII Olimpiade - Torneo maschile4 Bekhit, 5 Khaled, 6 Attalah, 7 Soliman, 8 Rabieh, 9 Abu al-Khair, 10 el-Gazzar, 11 Shouman, 12 Warda, 13 el-Sabbagh, 14 Marei, 15 Abou el-Nein,        All. Fouad el-Kheir
Pallacanestro ai Giochi della XXIV Olimpiade - Torneo maschile4 Abdoun, 5 Moussa, 6 Sedqi, 7 al-Sayid, 8 Attalah, 9 Abu al-Khair, 10 el-Kordi, 11 Mahmoud Ali, 12 Khalil, 13 el-Shakeri, 14 Mohamed, 15 Soliman,        All. Adel Sabri

### Campionati del mondo
Campionato mondiale maschile di pallacanestro 19503 Tadros, 4 Montassir, 5 Hafez, 6 Catafago, 7 el-Kheir, 8 Abou Ouf, 9 Saleh, 10 el-Rashidi, 11 Abbas, 12 Soliman, 13 Youssef, 14 Bahgat,        All. Nello Paratore
Campionato mondiale maschile di pallacanestro 19593 Sabri, 4 Mohamed, 5 Chalhoub, 6 Iskandar, 7 Abou Taleb, 8 Musillia, 9 Younis, 10 Shelbayah, 11 Erian, 12 el-Hadidi, 13 Sabounghi, 14 Zakar, 15 Hamida, 16 Montasir,        All. Fouad el-Kheir
Campionato mondiale maschile di pallacanestro 19704 Kamal, 5 el-Badawi, 6 Mubarak, 7 Sharaf, 8 Mohammed, 9 el-Ghanam, 10 el-Saharty, 11 Selim, 12 Ahmed, 13 Abou el-Kheir, 14 Gomaa, 15 Ragab,        All. Fouad el-Kheir
Campionato mondiale maschile di pallacanestro 19904 el-Fetouh, 5 Abdel-Latif, 6 Sedqi, 7 Soliman, 8 Attalah, 9 Abu al-Khair, 10 el-Kordi, 11 Mahmoud Ali, 12 Khalil, 13 Moteleb, 14 Abdel-Aziz, 15 el-Sanadili,        All. Cal Luther
Campionato mondiale maschile di pallacanestro 19944 Abdel-Wahab, 5 Moussa, 6 Abdel-Aziz, 7 el-Fetouh, 8 Khairi, 9 el-Wakil, 10 el-Kordi, 11 Mahmoud Ali, 12 Abou Serai, 13 Moteleb, 14 Goudah, 15 el-Sanadili,        All. Bob Taylor
Campionato mondiale maschile di pallacanestro 20144 Samir, 5 el-Gendi, 6 Kamal, 7 Badr, 8 Abouelanin, 9 el-Gammal, 10 el-Sabagh, 11 Genedy, 12 Shousha, 13 Kejo, 14 Ibrahim, 15 Rabie,        All. Amr Aboul Kheir
Campionato mondiale maschile di pallacanestro 20230 Zahran, 1 el-Gizawy, 4 Amin, 5 el-Gendi, 7 Moussa, 10 Mahmoud, 12 Shousha, 15 Gardner, 28 Abdelgawad, 44 Hussein, 50 Marei, 55 Oraby,        All. Roy Rana

### Campionati africani
Campionato africano maschile di pallacanestro 1970Abas, Abdelfatah, Abou el-Kheir, el-Ghanam, el-Saharty, Gomaa, Mubarak, Ragab, Regab, Selim, Sharaf, Shokri, All. Fouad el-Kheir
Campionato africano maschile di pallacanestro 1983Abu al-Khair, Attalah, Bekhit, el-Gazzar, el-Sabbagh, Khaled, Marei, Rabieh, Shouman, Soliman, Warda, All. Fouad el-Kheir
Campionato africano maschile di pallacanestro 19894 el-Fetouh, 5 Moussa, 6 Sedqi, 7 al-Sayid, 8 Attalah, 9 Abu al-Khair, 10 el-Kordi, 11 Mahmoud Ali, 12 Khalil, 13 Soliman, 14 Mohamed, 15 Abdel-Aziz,        All. -
Campionato africano maschile di pallacanestro 19924 Abdel-Wahab, 5 Moussa, 6 Sedqi, 7 el-Fetouh, 8 Attalah, 9 Abu al-Khair, 10 el-Kordi, 11 Mahmoud Ali, 12 Abou Serai, 13 Moteleb, 14 Abdel-Aziz, 15 Goudah,        All. -
Campionato africano maschile di pallacanestro 19934 Abdel-Wahab, 5 Abou Serai, 6 Abdel-Aziz, 7 el-Fetouh, 8 el-Deib, 9 el-Wakil, 10 el-Kordi, 11 Mahmoud Ali, 12 Sedqi, 13 Moteleb, 14 Yaser, 15 Goudah,        All. -
Campionato africano maschile di pallacanestro 19974 Khairi, 5 Abdel-Latif, 6 Hishan, 7 el-Fetouh, 8 Darwish, 9 M. Bahimambouh, 10 Ha-Ismahil, 11 Mahmoud Ali, 12 Sayde, 13 Oraby, 14 Goudah, 15 Ab-Feouh,        All. -
Campionato africano maschile di pallacanestro 19994 Khairi, 5 Mohamed, 6 el-Sayed, 7 Abdel-Wahab, 8 Hassan, 9 el-Ghannam, 10 al-Sayid, 11 Ibrahim, 12 el-Aziz, 13 Moteleb, 14 Sakr, 15 Oraby,        All. -
Campionato africano maschile di pallacanestro 20014 Ibrahim, 5 el-Hosany, 6 Goudah, 7 W. el-Sayed, 8 Darwish, 9 el-Ghannam, 10 Ahmad, 11 Hendawi, 12 O. el-Sayed, 13 el-Gazar, 14 Genedy, 15 el-Adawi,        All. Adel Sabri
Campionato africano maschile di pallacanestro 2003Genedy, Talaat, Muniel, Haytham, el-Sayed, el-Hosany, el-Kerdany, el-Gazar, Ahmad, el-Adawi, Sakr, Goudah, All. Adel Sabri
Campionato africano maschile di pallacanestro 20074 Mahmoud, 5 el-Garhi, 6 Gunady, 7 Badr, 8 el-Gammal, 9 Fanan, 10 Abouelanin, 11 Abou Samra, 12 el-Said, 13 Fathy, 14 el-Ghannam, 15 Rabie,        All. -
Campionato africano maschile di pallacanestro 20094 Shahin, 5 Meshaal, 6 Gunady, 7 Badr, 8 Darwish, 9 Fanan, 10 Essam, 11 Kamal, 12 el-Gendi, 13 Korshid, 14 Ibrahim, 15 Adly Ahmed Rashed,        All. Željko Zečević
Campionato africano maschile di pallacanestro 20114 M. el-Sabagh, 5 Abdelhalim, 6 Gunady, 7 Marei, 8 Abou el-Einen, 9 el-Gammal, 10 Okasha, 11 Adly Ahmed Rashed, 12 Aziz, 13 A. el-Sabagh, 14 el-Kerdany, 15 Ibrahim,        All. Željko Zečević
Campionato africano maschile di pallacanestro 20134 el-Sabagh, 5 Aboukhadra, 6 Kamal, 7 Badr, 8 Mahmoud, 9 el-Gammal, 10 el-Lethi, 11 Genedy, 12 Shousha, 13 Baraka, 14 Ibrahim, 15 Marei,        All. Amr Aboul Kheir
Campionato africano maschile di pallacanestro 20151 Kamal, 4 Amin, 5 el-Gendi, 6 Gunday, 9 el-Gammal, 10 Tawfik, 11 Ahmed, 12 Shousha, 14 Ibrahim, 30 el-Maragi, 50 As. Marei, 55 Oraby,        All. Ahmed Marei
Campionato africano maschile di pallacanestro 20175 el-Gendi, 6 Gunday, 7 Mohamed, 9 el-Gammal, 10 el-Sabagh, 11 Kejo, 12 Shousha, 14 Ibrahim, 20 Okasha, 44 el-Sadani, 66 Kamal, 95 Bakr,        All. Amr Aboul Kheir
Campionato africano maschile di pallacanestro 20210 Metwaly, 4 Amin, 5 el-Gendi, 8 Farag, 10 Mahmoud, 12 Shousha, 13 Shehata, 14 Kejo, 22 Khalaf, 42 Ahmed, 44 Hesham, 55 Oraby,        All. Ahmed Marei

### Campionati europei
Campionato europeo maschile di pallacanestro 1937Wahby, Nosseir, Tadros, Harari, el-Sayed, Jarhi, Mizrahi, Shafshaq, Cattani, All. Badrig Benson
Campionato europeo maschile di pallacanestro 19473 Tadros, 5 Acher, 6 el-Kheir, 7 Calife, 8 Montassir, 9 Moawad, 10 Selim, 11 Abbas, 12 Catafago, 13 Hafez, 14 Yehia, 15 Saleh,        All. -
Campionato europeo maschile di pallacanestro 19494 Montassir, 5 Nessim, 6 el-Kheir, 7 Tadros, 8 Saleh, 9 Catafago, 10 Hafez, 11 Abbas, 12 el-Rashidi, 14 Abou Ouf, 15 Youssef, 16 Soliman, 18 Batanouni, 20 Saki,        All. Nello Paratore
Campionato europeo maschile di pallacanestro 19533 Montassir, 4 Catafago, 5 Hafez, 6 Abou Ouf, 7 el-Barnawi, 8 Bahgat, 9 Youssef, 10 Selim, 11 Abbas, 12 Chalhoub, 13 Sabounghi, 14 Ibrahim, 15 Rashad, 16 Rizqallah,        All. Mohamed Habib

### Giochi del Mediterraneo
Pallacanestro ai I Giochi del MediterraneoAbbas, Abou Ouf, Bahgat, Catafago, Hafez, el-Kheir, Montassir, el-Rashidi, Sabounghi, Selim, Youssef, All. -
Pallacanestro agli VIII Giochi del MediterraneoAbdelrahman, Abou Zaid, Ahmed, el-Sabbagh, el-Seoudi, el-Gohary, Khaled, Moustafa, Shouman, Soliman, Warda, All. -
Pallacanestro maschile ai XV Giochi del Mediterraneoel-Adawi, Ahmad, Badr, Fanan, el-Ghannam, el-Hosseny, el-Kerdany, Genedy, Gunady, Monir, Sakr, Sherif, All. -
Pallacanestro ai XVII Giochi del Mediterraneo4 Hesham Said, 5 Aboukhadra, 6 Kamal, 7 Badr, 8 Marei, 9 el-Gammal, 10 Shousha, 11 Genedy, 12 el-Sabagh, 13 Korshid, 14 el-Kerdany, 15 Ibrahim,        All. Amr Aboul Kheir

## Nazionali giovanili
- Nazionale Under-18
- Nazionale Under-16